# Leuciscus schmidti
Leuciscus schmidti är en fiskart som först beskrevs av Herzenstein, 1896.  Leuciscus schmidti ingår i släktet Leuciscus och familjen karpfiskar. Inga underarter finns listade i Catalogue of Life.